# ピート・トラヴィス
ピート・トラヴィス（Pete Travis）は、イギリスの映画監督、脚本家である。

## 経歴
マンチェスター出身。ソーシャル・ワーカーなどの職を経て、2008年、『バンテージ・ポイント』を監督する。2012年には、カール・アーバン主演の『ジャッジ・ドレッド』を監督した。

## フィルモグラフィー

### 映画
- バンテージ・ポイント Vantage Point （2008年） - 監督
- ジャッジ・ドレッド Dredd （2012年） - 監督
- ザ・ガンマン The Gunman （2015年） - 脚本

### テレビ映画
- キング・オブ・ファイヤー Henry VIII （2003年） - 監督
- Omagh （2004年） - 監督
- エンドゲーム アパルトヘイト撤廃への攻防 Endgame （2009年） - 監督
- Legacy （2013年） - 監督

### テレビドラマ
- The Jury （2002年） - 監督